# پرگا (اپیروس)
پارگا (به لاتین: Parga) یک شهرک و شهرک و شهرستان در یونان است که در پرگا واقع شده‌است.